# José Tedeschi

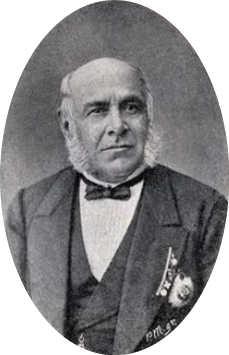
José Tedeschi

José Tedeschi (Lisboa, 20 de Novembro de 1814 — Lisboa, 19 de Julho de 1904) foi um farmacêutico, professor de Farmácia e político, fundador do Partido Socialista Português.

## Biografia
José Tedeschi foi filho de Vicente Tedeschi, natural de Nápoles. Começou a trabalhar aos 14 anos de idade como praticante de botica nas farmácias de José Vicente Leitão e de Lourenço José Peres.
Em Setembro de 1837 inscreveu-se na então recém criada Escola de Farmácia anexa à Escola Médico-Cirúrgica de Lisboa, tendo concluído o curso a 22 de Junho de 1839.
Em 1840 foi provido, sem vencimento, no lugar de farmacêutico da Escola Médico-Cirúrgica de Lisboa, cargo que fora considerado incompatível com o de administrador da botica do Hospital de São José, que até ali assegurara o ensino de Farmácia. 
Quando em 1844 foi criada a cadeira de Farmácia na Escola Médico-Cirúrgica de Lisboa, José Tedeschi foi escolhido para seu primeiro professor. Por decreto de 4 de Janeiro de 1845 foi nomeado professor de Farmácia e director do Dispensário Farmacêutico, cargos que ocupou até ser jubilado a 20 de Outubro de 1869. Foi também Farmacêutico da Casa Real. 
Exerceu importante actividade política, tendo militado na esquerda monárquica e depois na esquerda republicana, sendo um dos fundadores do Partido Socialista Português. Foi vereador da Câmara Municipal de Lisboa. 
Esteve envolvido em diversas agremiações profissionais e cívicas, tendo sido membro da direcção da Sociedade do Jardim Zoológico de Lisboa, presidente da Sociedade Farmacêutica Lusitana, cargo em que fundou em 1847 o "Jornal de Farmácia e Ciências Acessórias de Lisboa". Foi também membro da comissão que em 1876 redigiu a Farmacopeia Portuguesa. Colaborou na Revista Universal Lisbonese(1841-1859)